# Štúrovo
Štúrovo (in ungherese Párkány, in tedesco Gockern) è una città della Slovacchia facente parte del distretto di Nové Zámky, nella regione di Nitra.

## Amministrazione

### Gemellaggi
- Esztergom
- Bruntál
- Castellarano
- Baraolt
- Novi Bečej
- Kłobuck